# Ludwig Ganghofer
Pour les articles homonymes, voir Ganghofer (homonymie).
Ludwig Ganghofer, né à Kaufbeuren le 7 juillet 1855 et mort à Tegernsee le 24 juillet 1920, est un écrivain bavarois, qui s'est fait connaître pour ses romans du terroir.

## Parcours
La maison où Ludwig Ganghofer est né se situe dans la vieille ville de Kaufbeuren, près de l'église Saint-Martin, où il s'est fait baptiser.
Il est le fils d'August Ganghofer (de) (1827–1900) et de Charlotte Louis. En fonction des différents postes qu'occupait son père au service des eaux et forêts, Ludwig passe son enfance dans différents villages de Bavière, notamment à Welden entre 1859 et 1865.
En 1873, son abitur au lycée Albertus-Magnus de Ratisbonne en poche, il travaille à Augsbourg comme ajusteur-monteur dans le génie mécanique. En 1875, il entre à l'université technique de Munich pour étudier l'ingénierie mécanique puis change pour étudier l'histoire littéraire et la philosophie à Munich, Berlin et Leipzig. En 1879, il devient doctorant de l'université de Leipzig.
Il écrit sa première pièce de théâtre en 1880, intitulée Der Herrgottschnitzer von Ammergau (« Le Sculpteur de crucifix d'Ammergau »), pour le Staatstheater am Gärtnerplatz de Munich. Elle y est jouée dix-neuf fois, mais c'est surtout à Berlin que sa pièce rencontre le succès avec plus de cent représentations. Il collabore ensuite à deux journaux autrichiens, Die Gartenlaube et la Neues Wiener Tagblatt (de). Résidant à Vienne, il fréquente assidûment le salon de la baronne Sophie von Todesco dans le palais Todesco, où il fait entre autres la connaissance de Johann Strauss II et Hugo von Hofmannsthal. Reinl se révèle très éclectique et vivement intéressé par les nouvelles technologies, comme par exemple le cinéma. En 1897, il fonde avec Ernst von Wolzogen, Max Halbe (de) et Richard Strauss la Münchener Literarische Gesellschaft, qui se consacre à aider les écrivains peu connus ou débutants ou encore ceux qui sont victimes de la censure comme Rainer Maria Rilke ou Frank Wedekind.
Il poursuit sa carrière de romancier en partageant sa vie entre Munich et son château de Saint-Hubert (Hubertus-Haus) à Leutasch dans le Tyrol autrichien. Son château ainsi que les Alpes de Berchtesgaden et plus généralement les Alpes orientales centrales deviennent le décor de nombre de ses œuvres. Ganghofer est un des auteurs majeurs du roman du terroir alpin, le Heimatroman. En 2004, il est estimé qu'il s'est vendu environ 30 millions de copies de ses romans à travers le monde.
Une période moins connu de sa vie est son travail de correspondant de guerre entre 1915 et 1917 pendant la Première Guerre mondiale. Pendant ces années, il écrit des poèmes patriotiques et des récits de propagande comme Reise zur deutschen Front. Il est gravement blessé pendant la guerre et recevra la croix de fer. Il adhère en 1917 avec son ami Ludwig Thoma au Deutsche Vaterlandspartei (« Parti de la patrie allemande »), considéré d'extrême droite et partisan du mouvement völkisch, qui sera dissous pendant la révolution allemande de 1918-1919. Après la guerre, il abandonne ses activités politiques et revient à l'écriture romanesque. Il dédie son dernier ouvrage, Das Land der Bayern in Farbenphotographie (« Le pays bavarois en photographie couleur »), à Louis III de Bavière. Il meurt peu après à Tegernsee.

## Adaptations de ses romans au cinéma
- 1935 : Der Klosterjäger par Max Obal
- 1952 : Le Sculpteur d'Ammergau (de) (Der Herrgottschnitzer von Ammergau) de Harald Reinl
- 1954 : Château de Saint-Hubert (de) (Schloß Hubertus) de Helmut Weiss
- 1962 : L'Ivresse de la forêt (Waldrausch) de Paul May
- 1973 : Château de Saint-Hubert (Schloß Hubertus) de Harald Reinl